# شهر هیس
شهر هیس یک منطقهٔ مسکونی در سومالی است که در سناج (سومالی) واقع شده‌است.